# 灰颏隐蜂鸟
灰颏隐蜂鸟（学名：Phaethornis griseogularis），是雨燕目蜂鸟科的一种鸟类。
灰颏隐蜂鸟体重约2.3克，翼长约34.3毫米，嘴峰长约23.9毫米，喙宽度约1.6毫米，喙厚度约1.6毫米，跗蹠长约3.6毫米，尾长约34.2毫米。灰颏隐蜂鸟在其分布区内为留鸟，其栖息在密集的高大树木组成的森林中，食性为草食性，主要食物来源是植物的花蜜。

## 亚种
- ：分布于哥伦比亚的安第斯山脉至秘鲁北部、委内瑞拉南部和邻近的巴西。
- ：分布于秘鲁西北部。
- ：分布于秘鲁北部的安第斯山脉地区，曾被视为单独的物种。[4]